# No toque mi Naik
«No toque mi Naik» es una canción de la rapera argentina Nicki Nicole y el cantante puertorriqueño Lunay. Fue lanzada como sencillo el 24 de marzo de 2021 a través de Dale Play Records y Sony Music Latin. La canción fue producida por HoneyBoos, Evlay y Maro De Tomasso. Alcanzó el puesto 16 en Argentina Hot 100 y tiene más de 20 millones de reproducciones en Spotify.

## Video musical
El video musical de la canción fue dirigido por La Tara y muestra a Nicki Nicole y Lunay en vehículos todo terreno con sus amigos. El video tiene más de 20 millones de reproducciones en YouTube y se convirtió en el número uno en tendencias de YouTube Argentina.

## Presentaciones en vivo
El 27 de abril de 2021, Nicki Nicole fue invitada a The Tonight Show Starring Jimmy Fallon, donde interpretó su primer sencillo «Wapo Traketero» y «No toque mi Naik» con la participación de Lunay, el video en YouTube de la presentación ya tiene más de cinco millones de visitas.

## Listas
| Lista (2021)                       | Mejor posición |
| ---------------------------------- | -------------- |
| Argentina (Argentina Hot 100)      | 16             |
| Paraguay (SGP)                     | 29             |
| Puerto Rico (Monitor Latino)       | 12             |
| España (Top 100 Canciones)         | 52             |
| Uruguay (Monitor Latino)           | 15             |
| Estados Unidos (Latin Airplay)     | 11             |
| Estados Unidos (Latin Pop Airplay) | 11             |
| Estados Unidos (Latin Rhythm)      | 25             |

## Certificaciones
| País      | Organismo certificador | Certificación | Ventas certificadas | Ref.             |
| --------- | ---------------------- | ------------- | ------------------- | ---------------- |
| Argentina | CAPIF                  | Platino       | 20 000              | [cita requerida] |